# Stallfjärden
Stallfjärden är en sjö i Älvkarleby kommun i Uppland och ingår i Dalälvens huvudavrinningsområde. Sjön har en area på 0,891 kvadratkilometer och ligger 22,5 meter över havet. Stallfjärden genomlöps av Dalälven.

## Delavrinningsområde
Stallfjärden ingår i det delavrinningsområde (671581-158927) som SMHI kallar för Utloppet av Stallfjärden. Medelhöjden är 23 meter över havet och ytan är 0,89 kvadratkilometer. Räknas de 2819 avrinningsområdena uppströms in blir den ackumulerade arean 28 894,03 kvadratkilometer. Avrinningsområdets utflöde Dalälven (Österdalälven) mynnar i havet. Avrinningsområdet består mestadels av skog (12 procent). Avrinningsområdet har 0,72 kvadratkilometer vattenytor vilket ger det en sjöprocent på 80,3 procent. Bebyggelsen i området täcker en yta av 0,05 kvadratkilometer eller 6 procent av avrinningsområdet.